# BanG Dream!/Diskografie
Diese Diskografie bietet eine Übersicht über die musikalischen Werke, die durch das BanG-Dream!-Projekt veröffentlicht wurden. Dazu zählen die Singles, Alben und Videoalben-Veröffentlichungen aller fiktiven Gruppen des Franchise.

## Diskografie

### Afterglow

#### Alben
| Jahr | Titel              | Höchstplatzierung, Gesamtwochen, AuszeichnungChartsChartplatzierungen (Jahr, Titel, Platzierungen, Wochen, Auszeichnungen, Anmerkungen) | Anmerkungen                            |
| Jahr | Titel              | JP | Anmerkungen                            |
| ---- | ------------------ | --- | -------------------------------------- |
| 2021 | One of Us          | JP8 (7 Wo.)JP | Erstveröffentlichung: 24. März 2021    |
| 2023 | Stay Glow          | JP12 (7 Wo.)JP | Erstveröffentlichung: 26. April 2023   |
| 2024 | Unforgettable Days | JP18 (3 Wo.)JP | Erstveröffentlichung: 3. April 2024 EP |
| 2025 | Glow Goes On       | JP27 (… Wo.)JP | Erstveröffentlichung: 2. Juli 2025 EP  |

#### Singles
| Jahr | Titel Album           | Höchstplatzierung, Gesamtwochen, AuszeichnungChartsChartplatzierungen (Jahr, Titel, Album, Platzierungen, Wochen, Auszeichnungen, Anmerkungen) | Anmerkungen                             |
| Jahr | Titel Album           | JP | Anmerkungen                             |
| ---- | --------------------- | --- | --------------------------------------- |
| 2017 | That Is How I Roll! – | JP18 (12 Wo.)JP | Erstveröffentlichung: 6. September 2017 |
| 2018 | Hey-day Capriccio –   | JP7 (15 Wo.)JP | Erstveröffentlichung: 30. Januar 2018   |
| 2018 | Tsunagu, Sora Moyou – | JP8 (15 Wo.)JP | Erstveröffentlichung: 5. Dezember 2018  |
| 2019 | Y.O.L.O!!!!! –        | JP8 (10 Wo.)JP | Erstveröffentlichung: 20. Februar 2019  |
| 2019 | On Your Mark –        | JP6 (5 Wo.)JP | Erstveröffentlichung: 23. Oktober 2019  |
| 2020 | Easy come, Easy go! – | JP7 (9 Wo.)JP | Erstveröffentlichung: 11. März 2020     |
| 2020 | Sasanqua –            | JP7 (6 Wo.)JP | Erstveröffentlichung: 28. Oktober 2020  |

### Ave Mujica

#### Alben
| Jahr | Titel          | Höchstplatzierung, Gesamtwochen, AuszeichnungChartsChartplatzierungen (Jahr, Titel, Platzierungen, Wochen, Auszeichnungen, Anmerkungen) | Anmerkungen                                 |
| Jahr | Titel          | JP | Anmerkungen                                 |
| ---- | -------------- | --- | ------------------------------------------- |
| 2023 | Alea jacta est | JP14 (13 Wo.)JP | Erstveröffentlichung: 13. September 2023 EP |
| 2024 | Elements       | JP5 (20 Wo.)JP | Erstveröffentlichung: 2. Oktober 2024 EP    |
| 2025 | Completeness   | JP7 (… Wo.)JP | Erstveröffentlichung: 23. April 2025        |

#### Singles
| Jahr | Titel Album                   | Höchstplatzierung, Gesamtwochen, AuszeichnungChartsChartplatzierungen (Jahr, Titel, Album, Platzierungen, Wochen, Auszeichnungen, Anmerkungen) | Anmerkungen                                                                  |
| Jahr | Titel Album                   | JP | Anmerkungen                                                                  |
| ---- | ----------------------------- | --- | ---------------------------------------------------------------------------- |
| 2023 | Black Birthday Alea jacta est | — | Erstveröffentlichung: 11. April 2023 Digitale Single                         |
| 2024 | Utopia –                      | JP13 (9 Wo.)JP | Erstveröffentlichung: 24. April 2024                                         |
| 2025 | KiLLKiSS Completeness         | JP4 (5 Wo.)JP | Erstveröffentlichung: 15. Januar 2025 Vorspann: Ave Mujica – The Die Is Cast |

### Glitter☆Green

#### Singles
| Jahr | Titel Album       | Höchstplatzierung, Gesamtwochen, AuszeichnungChartsChartplatzierungen (Jahr, Titel, Album, Platzierungen, Wochen, Auszeichnungen, Anmerkungen) | Anmerkungen                                                      |
| Jahr | Titel Album       | JP | Anmerkungen                                                      |
| ---- | ----------------- | --- | ---------------------------------------------------------------- |
| 2018 | Don’t Be Afraid – | JP11 (10 Wo.)JP | Erstveröffentlichung: 21. November 2018 erste und einzige Single |

### Hello, Happy World!

#### Alben
| Jahr | Titel                                                            | Höchstplatzierung, Gesamtwochen, AuszeichnungChartsChartplatzierungen (Jahr, Titel, Platzierungen, Wochen, Auszeichnungen, Anmerkungen) | Anmerkungen                            |
| Jahr | Titel                                                            | JP | Anmerkungen                            |
| ---- | ---------------------------------------------------------------- | --- | -------------------------------------- |
| 2021 | niconiconnect! Originaltitel: にこにこねくと！ Nikoniko ne kuto! | JP9 (4 Wo.)JP | Erstveröffentlichung: 14. Juli 2021    |
| 2023 | Smile On Parade                                                  | JP14 (4 Wo.)JP | Erstveröffentlichung: 28. Juni 2023    |
| 2024 | What happened to Carnival!                                       | JP29 (2 Wo.)JP | Erstveröffentlichung: 19. Juni 2024 EP |

#### Singles
| Jahr | Titel Album                    | Höchstplatzierung, Gesamtwochen, AuszeichnungChartsChartplatzierungen (Jahr, Titel, Album, Platzierungen, Wochen, Auszeichnungen, Anmerkungen) | Anmerkungen                             |
| Jahr | Titel Album                    | JP | Anmerkungen                             |
| ---- | ------------------------------ | --- | --------------------------------------- |
| 2017 | Egao no Orchestra! –           | JP9 (10 Wo.)JP | Erstveröffentlichung: 2. August 2017    |
| 2018 | Goka! Gokai!? Phantom Thief! – | JP12 (7 Wo.)JP | Erstveröffentlichung: 14. Februar 2018  |
| 2018 | Kimi ga Inakucha! –            | JP8 (11 Wo.)JP | Erstveröffentlichung: 5. Dezember 2018  |
| 2019 | High Five∞Adventure –          | JP9 (6 Wo.)JP | Erstveröffentlichung: 20. Februar 2019  |
| 2019 | Egao Sing A Song –             | JP10 (10 Wo.)JP | Erstveröffentlichung: 21. August 2019   |
| 2020 | Niko Niko Hyper Smile Power! – | JP8 (6 Wo.)JP | Erstveröffentlichung: 18. März 2020     |
| 2020 | We Can☆Horray Horray! –        | JP15 (5 Wo.)JP | Erstveröffentlichung: 25. November 2020 |

### Morfonica

#### Alben
| Jahr | Titel     | Höchstplatzierung, Gesamtwochen, AuszeichnungChartsChartplatzierungen (Jahr, Titel, Platzierungen, Wochen, Auszeichnungen, Anmerkungen) | Anmerkungen                               |
| Jahr | Titel     | JP | Anmerkungen                               |
| ---- | --------- | --- | ----------------------------------------- |
| 2023 | Quintet   | JP9 (7 Wo.)JP | Erstveröffentlichung: 15. März 2023       |
| 2023 | forte     | JP14 (5 Wo.)JP | Erstveröffentlichung: 6. Dezember 2023 EP |
| 2025 | Polyphony | JP21 (5 Wo.)JP | Erstveröffentlichung: 12. März 2025       |

#### Singles
| Jahr | Titel Album                    | Höchstplatzierung, Gesamtwochen, AuszeichnungChartsChartplatzierungen (Jahr, Titel, Album, Platzierungen, Wochen, Auszeichnungen, Anmerkungen) | Anmerkungen                              |
| Jahr | Titel Album                    | JP | Anmerkungen                              |
| ---- | ------------------------------ | --- | ---------------------------------------- |
| 2020 | Daylight Quintet               | JP2 (16 Wo.)JP | Erstveröffentlichung: 27. Mai 2020       |
| 2021 | Bloom Bloom Quintet            | JP6 (12 Wo.)JP | Erstveröffentlichung: 13. Januar 2021    |
| 2021 | Harmony Day Quintet            | JP8 (5 Wo.)JP | Erstveröffentlichung: 6. Oktober 2021    |
| 2022 | Fly With the Night Quintet     | JP7 (11 Wo.)JP | Erstveröffentlichung: 30. März 2022      |
| 2022 | Yorube no Sunny, Sunny Quintet | JP23 (11 Wo.)JP | Erstveröffentlichung: 14. September 2022 |
| 2024 | Ryōyoku no Brilliance –        | JP14 (8 Wo.)JP | Erstveröffentlichung: 1. Mai 2024        |
| 2024 | Tempest/Wreath of Brave –      | JP16 (7 Wo.)JP | Erstveröffentlichung: 9. Oktober 2024    |

### Mugendai Mewtype

#### Singles
| Jahr | Titel Album          | Höchstplatzierung, Gesamtwochen, AuszeichnungChartsChartplatzierungen (Jahr, Titel, Album, Platzierungen, Wochen, Auszeichnungen, Anmerkungen) | Anmerkungen                             |
| Jahr | Titel Album          | JP | Anmerkungen                             |
| ---- | -------------------- | --- | --------------------------------------- |
| 2023 | Mugen Maiwārudo –    | — | Erstveröffentlichung: 22. November 2023 |
| 2024 | Commu Chakka Fire! – | JP7 (4 Wo.)JP | Erstveröffentlichung: 25. Dezember 2024 |
| 2025 | Hi-Vision –          | JP12 (… Wo.)JP | Erstveröffentlichung: 30. April 2025    |

### MyGO!!!!!

#### Alben
| Jahr | Titel     | Höchstplatzierung, Gesamtwochen, AuszeichnungChartsChartplatzierungen (Jahr, Titel, Platzierungen, Wochen, Auszeichnungen, Anmerkungen) | Anmerkungen                             |
| Jahr | Titel     | JP | Anmerkungen                             |
| ---- | --------- | --- | --------------------------------------- |
| 2023 | Meisekiha | JP5 (55 Wo.)JP | Erstveröffentlichung: 1. November 2023  |
| 2024 | Michinoku | JP3 (7 Wo.)JP | Erstveröffentlichung: 18. Dezember 2024 |

#### Singles
| Jahr | Titel Album       | Höchstplatzierung, Gesamtwochen, AuszeichnungChartsChartplatzierungen (Jahr, Titel, Album, Platzierungen, Wochen, Auszeichnungen, Anmerkungen) | Anmerkungen                            |
| Jahr | Titel Album       | JP | Anmerkungen                            |
| ---- | ----------------- | --- | -------------------------------------- |
| 2022 | Mayoiuta –        | JP43 (16 Wo.)JP | Erstveröffentlichung: 9. November 2022 |
| 2023 | Otoichie –        | JP19 (15 Wo.)JP | Erstveröffentlichung: 12. April 2023   |
| 2023 | Hitoshizuku –     | JP12 (14 Wo.)JP | Erstveröffentlichung: 9. August 2023   |
| 2024 | Sasurai/Kaisō –   | JP10 (13 Wo.)JP | Erstveröffentlichung: 20. März 2024    |
| 2024 | Panorama –        | JP13 (9 Wo.)JP | Erstveröffentlichung: 24. Juli 2024    |
| 2025 | Ichijitsusenshu – | JP4 (… Wo.)JP | Erstveröffentlichung: 23. April 2025   |
| 2025 | Ourai             | JP5 (… Wo.)JP | Erstveröffentlichung: 6. August 2025   |

### Pastel＊Palettes

#### Alben
| Jahr | Titel                  | Höchstplatzierung, Gesamtwochen, AuszeichnungChartsChartplatzierungen (Jahr, Titel, Platzierungen, Wochen, Auszeichnungen, Anmerkungen) | Anmerkungen                              |
| Jahr | Titel                  | JP | Anmerkungen                              |
| ---- | ---------------------- | --- | ---------------------------------------- |
| 2021 | Title Idol             | JP5 (9 Wo.)JP | Erstveröffentlichung: 19. Mai 2021       |
| 2023 | Pastel a la mode       | JP16 (4 Wo.)JP | Erstveröffentlichung: 31. Mai 2023       |
| 2024 | Multicolored           | JP15 (5 Wo.)JP | Erstveröffentlichung: 29. Mai 2024 EP    |
| 2025 | Kimi to Stage by Stage | JP14 (… Wo.)JP | Erstveröffentlichung: 13. August 2025 EP |

#### Singles
| Jahr | Titel Album                 | Höchstplatzierung, Gesamtwochen, AuszeichnungChartsChartplatzierungen (Jahr, Titel, Album, Platzierungen, Wochen, Auszeichnungen, Anmerkungen) | Anmerkungen                              |
| Jahr | Titel Album                 | JP | Anmerkungen                              |
| ---- | --------------------------- | --- | ---------------------------------------- |
| 2017 | Shuwarin☆Dreaming –         | JP4 (13 Wo.)JP | Erstveröffentlichung: 12. Juli 2017      |
| 2018 | Yura Yura Ring-Dong-Dance – | JP7 (9 Wo.)JP | Erstveröffentlichung: 17. Januar 2018    |
| 2018 | Mou Ichido Luminous –       | JP11 (9 Wo.)JP | Erstveröffentlichung: 8. August 2018     |
| 2019 | Tenka Toitsu A to Z☆ –      | JP7 (10 Wo.)JP | Erstveröffentlichung: 20. Februar 2019   |
| 2019 | Kyu~Mai~＊Flower –          | JP6 (7 Wo.)JP | Erstveröffentlichung: 18. September 2019 |
| 2020 | Wakuwaku meets Trip –       | JP12 (9 Wo.)JP | Erstveröffentlichung: 4. März 2020       |
| 2020 | Yumeyume Gradation –        | JP13 (6 Wo.)JP | Erstveröffentlichung: 30. September 2020 |

### Poppin’Party

#### Alben
| Jahr | Titel                        | Höchstplatzierung, Gesamtwochen, AuszeichnungChartsChartplatzierungen (Jahr, Titel, Platzierungen, Wochen, Auszeichnungen, Anmerkungen) | Anmerkungen                              |
| Jahr | Titel                        | JP | Anmerkungen                              |
| ---- | ---------------------------- | --- | ---------------------------------------- |
| 2019 | Poppin’on!                   | JP4 (11 Wo.)JP | Erstveröffentlichung: 30. Januar 2019    |
| 2020 | Breakthrough!                | JP3 (11 Wo.)JP | Erstveröffentlichung: 24. Juni 2020      |
| 2021 | Live Beyond!!                | JP10 (4 Wo.)JP | Erstveröffentlichung: 18. August 2021 EP |
| 2023 | 青春 Seishun To Be Continued | JP9 (8 Wo.)JP | Erstveröffentlichung: 31. Mai 2023       |
| 2025 | Popigenic                    | JP15 (7 Wo.)JP | Erstveröffentlichung: 26. Februar 2025   |

#### Singles
| Jahr | Titel Album                                           | Höchstplatzierung, Gesamtwochen, AuszeichnungChartsChartplatzierungen (Jahr, Titel, Album, Platzierungen, Wochen, Auszeichnungen, Anmerkungen) | Anmerkungen                                                                                        |
| Jahr | Titel Album                                           | JP | Anmerkungen                                                                                        |
| ---- | ----------------------------------------------------- | --- | -------------------------------------------------------------------------------------------------- |
| 2016 | Yes! BanG Dream! Poppin’on!                           | JP52 (13 Wo.)JP | Erstveröffentlichung: 24. Februar 2016                                                             |
| 2016 | Star Beat! Hoshi no Kodou Poppin’on!                  | JP27 (19 Wo.)JP | Erstveröffentlichung: 3. August 2016                                                               |
| 2016 | On Your New Journey / Tear Drops Poppin’on!           | JP10 (21 Wo.)JP | Erstveröffentlichung: 7. Dezember 2016                                                             |
| 2017 | Tokimeki Experience! Poppin’on!                       | JP12 (16 Wo.)JP | Erstveröffentlichung: 1. Februar 2017                                                              |
| 2017 | Kirakira da toka Yume da toka ~Sing Girls~ Poppin’on! | JP11 (13 Wo.)JP | Erstveröffentlichung: 15. Februar 2017                                                             |
| 2017 | Mae e Susume!/Yumemiru Sunflower Poppin’on!           | JP12 (6 Wo.)JP | Erstveröffentlichung: 10. Mai 2017                                                                 |
| 2017 | Time Lapse Poppin’on!                                 | JP6 (9 Wo.)JP | Erstveröffentlichung: 20. September 2017                                                           |
| 2017 | Christmas no Uta Poppin’on!                           | JP16 (8 Wo.)JP | Erstveröffentlichung: 13. Dezember 2017                                                            |
| 2018 | Circling Poppin’on!                                   | JP7 (6 Wo.)JP | Erstveröffentlichung: 21. März 2018                                                                |
| 2018 | Double Rainbow/Saa Ikou! Poppin’on!                   | JP4 (7 Wo.)JP | Erstveröffentlichung: 11. Juli 2018                                                                |
| 2018 | Girl’s Code Poppin’on!                                | JP5 (7 Wo.)JP | Erstveröffentlichung: 3. Oktober 2018                                                              |
| 2018 | Kizuna Music♪ Breakthrough!                           | JP4 (11 Wo.)JP | Erstveröffentlichung: 12. Dezember 2018                                                            |
| 2019 | Jumpin’ Breakthrough!                                 | JP6 (6 Wo.)JP | Erstveröffentlichung: 20. Februar 2019                                                             |
| 2019 | Dreamers Go! / Returns Breakthrough!                  | JP4 (11 Wo.)JP | Erstveröffentlichung: 15. Mai 2019                                                                 |
| 2019 | No Girl No Cry Breakthrough!                          | — | Erstveröffentlichung: 31. Juli 2019 Kollaborationsingle mit Silent Siren                           |
| 2019 | White Afternoon Breakthrough!                         | — | Erstveröffentlichung: 9. Dezember 2019 Titelmusik für die Gogo no Kōcha-Kampagne der Kirin Company |
| 2020 | Initial / Yume o Uchinuku Shunkan ni! Breakthrough!   | JP1 (18 Wo.)JP | Erstveröffentlichung: 8. Januar 2020                                                               |
| 2021 | Photograph –                                          | JP1 (13 Wo.)JP | Erstveröffentlichung: 6. Januar 2021                                                               |
| 2022 | Poppin’Dream! –                                       | JP4 (20 Wo.)JP | Erstveröffentlichung: 5. Januar 2022                                                               |
| 2022 | Natsu ni Tojikomete –                                 | JP27 (13 Wo.)JP | Erstveröffentlichung: 31. August 2022                                                              |
| 2024 | Atarashii Kisetsu ni –                                | JP16 (9 Wo.)JP | Erstveröffentlichung: 24. Januar 2024                                                              |
| 2024 | Tarinai / Tremolo Eyes –                              | JP13 (14 Wo.)JP | Erstveröffentlichung: 17. Juli 2024                                                                |

### Raise A Suilen

#### Alben
| Jahr | Titel                       | Höchstplatzierung, Gesamtwochen, AuszeichnungChartsChartplatzierungen (Jahr, Titel, Platzierungen, Wochen, Auszeichnungen, Anmerkungen) | Anmerkungen                              |
| Jahr | Titel                       | JP | Anmerkungen                              |
| ---- | --------------------------- | --- | ---------------------------------------- |
| 2018 | The Third (Beta) 1st Live a | JP17 (4 Wo.)JP | Erstveröffentlichung: 26. September 2018 |
| 2020 | ERA                         | JP2 (16 Wo.)JP | Erstveröffentlichung: 19. August 2020    |
| 2023 | Revelation                  | JP8 (11 Wo.)JP | Erstveröffentlichung: 1. November 2023   |
| 2024 | Savage                      | JP10 (6 Wo.)JP | Erstveröffentlichung: 12. Juni 2024      |

#### Singles
| Jahr | Titel Album              | Höchstplatzierung, Gesamtwochen, AuszeichnungChartsChartplatzierungen (Jahr, Titel, Album, Platzierungen, Wochen, Auszeichnungen, Anmerkungen) | Anmerkungen                              |
| Jahr | Titel Album              | JP | Anmerkungen                              |
| ---- | ------------------------ | --- | ---------------------------------------- |
| 2018 | R.I.O.T ERA              | JP6 (18 Wo.)JP | Erstveröffentlichung: 12. Dezember 2018  |
| 2019 | A Decleration Of ××× ERA | JP10 (9 Wo.)JP | Erstveröffentlichung: 20. Februar 2019   |
| 2019 | Invincible Fighter ERA   | JP7 (10 Wo.)JP | Erstveröffentlichung: 19. Juni 2019      |
| 2020 | Drive Us Crazy ERA       | JP5 (9 Wo.)JP | Erstveröffentlichung: 22. Januar 2020    |
| 2020 | Sacred World –           | JP6 (17 Wo.)JP | Erstveröffentlichung 21. Oktober 2020    |
| 2021 | Mind of Prominence –     | JP3 (10 Wo.)JP | Erstveröffentlichung: 27. Januar 2021    |
| 2021 | Exist –                  | JP4 (6 Wo.)JP | Erstveröffentlichung: 21. April 2021     |
| 2021 | Domination to World –    | JP9 (4 Wo.)JP | Erstveröffentlichung: 29. September 2021 |
| 2022 | Coruscate – DNA – –      | JP7 (7 Wo.)JP | Erstveröffentlichung: 27. April 2022     |
| 2022 | The Way of Life –        | JP10 (7 Wo.)JP | Erstveröffentlichung: 30. November 2022  |
| 2023 | Nemesis –                | JP13 (6 Wo.)JP | Erstveröffentlichung: 28. Juni 2023      |
| 2025 | Bad Kids All Bet –       | JP8 (7 Wo.)JP | Erstveröffentlichung: 8. Januar 2025     |
| 2025 | Howling Ambition –       | JP11 (… Wo.)JP | Erstveröffentlichung: 11. Juni 2025      |

### Roselia

#### Alben
| Jahr | Titel         | Höchstplatzierung, Gesamtwochen, AuszeichnungChartsChartplatzierungen (Jahr, Titel, Platzierungen, Wochen, Auszeichnungen, Anmerkungen) | Anmerkungen                                            |
| Jahr | Titel         | JP | Anmerkungen                                            |
| ---- | ------------- | --- | ------------------------------------------------------ |
| 2018 | Anfang        | JP2 (43 Wo.)JP | Erstveröffentlichung: 2. Mai 2018 Verkäufe: + 45.000   |
| 2020 | Wahl          | JP3 (17 Wo.)JP | Erstveröffentlichung: 15. Juli 2020 Verkäufe: + 40.000 |
| 2022 | Rozen Horizon | JP6 (8 Wo.)JP | Erstveröffentlichung: 18. Mai 2022 EP                  |
| 2024 | Für Immer     | JP5 (8 Wo.)JP | Erstveröffentlichung: 26. Juni 2024                    |

#### Singles
| Jahr | Titel Album                   | Höchstplatzierung, Gesamtwochen, AuszeichnungChartsChartplatzierungen (Jahr, Titel, Album, Platzierungen, Wochen, Auszeichnungen, Anmerkungen) | Anmerkungen                             |
| Jahr | Titel Album                   | JP | Anmerkungen                             |
| ---- | ----------------------------- | --- | --------------------------------------- |
| 2017 | Black Shout Anfang            | JP7 (31 Wo.)JP | Erstveröffentlichung: 19. April 2017    |
| 2017 | Re:birth Day Anfang           | JP9 (21 Wo.)JP | Erstveröffentlichung: 28. Juni 2017     |
| 2017 | Nesshoku Starmine Anfang      | JP7 (18 Wo.)JP | Erstveröffentlichung: 30. August 2017   |
| 2017 | Oneness Anfang                | JP8 (15 Wo.)JP | Erstveröffentlichung: 29. November 2017 |
| 2018 | Opera of the Wasteland Anfang | JP5 (7 Wo.)JP | Erstveröffentlichung: 21. März 2018     |
| 2018 | R Wahl                        | JP3 (20 Wo.)JP | Erstveröffentlichung: 25. Juli 2018     |
| 2018 | Brave Jewel Wahl              | JP3 (16 Wo.)JP | Erstveröffentlichung: 12. Dezember 2018 |
| 2019 | Safe and Sound Wahl           | JP3 (12 Wo.)JP | Erstveröffentlichung: 20. Februar 2019  |
| 2019 | Fire Bird Wahl                | JP5 (20 Wo.)JP | Erstveröffentlichung: 24. Juli 2019     |
| 2020 | Yakusoku Wahl                 | JP5 (11 Wo.)JP | Erstveröffentlichung: 15. Januar 2020   |
| 2021 | Zeal of proud –               | JP2 (17 Wo.)JP | Erstveröffentlichung: 20. Januar 2021   |
| 2022 | Swear ～Night & Day～ –       | JP4 (7 Wo.)JP | Erstveröffentlichung: 26. Oktober 2022  |
| 2023 | Throne of Rose –              | JP4 (9 Wo.)JP | Erstveröffentlichung: 26. April 2023    |
| 2023 | Violet Line –                 | JP6 (10 Wo.)JP | Erstveröffentlichung: 13. Dezember 2023 |
| 2024 | Ishizue no kakan –            | JP5 (10 Wo.)JP | Erstveröffentlichung: 11. Dezember 2024 |
| 2025 | Dazzle the Destiny –          | JP6 (… Wo.)JP | Erstveröffentlichung: 25. Juni 2025     |
| 2025 | Requiem of Fate –             | JP5 (… Wo.)JP | Erstveröffentlichung: 25. Juni 2025     |

### Live-DVDs/Blu-rays
| Jahr | Titel                                                                          | Höchstplatzierung, Gesamtwochen, AuszeichnungChartsChartplatzierungen (Jahr, Titel, Platzierungen, Wochen, Auszeichnungen, Anmerkungen) | Anmerkungen |
| Jahr | Titel                                                                          | JP | Anmerkungen |
| ---- | ------------------------------------------------------------------------------ | --- | --- |
| 2018 | Poppin’Party 2015–2017 Live Best                                               | JP9 (16 Wo.)JP | Erstveröffentlichung: 30. Mai 2018 Gruppe: Poppin’Party                                                                                               |
| 2019 | Roselia 2017–2018 Live Best -Soweit-                                           | JP6 (10 Wo.)JP | Erstveröffentlichung: 6. November 2019 Gruppe: Roselia                                                                                                |
| 2019 | BanG Dream! 6th☆LIVE                                                           | JP10 (5 Wo.)JP | Erstveröffentlichung: 27. November 2019 Gruppen: Hello Happy, World!, Poppin’Party, Raise A Suilen, Roselia                                           |
| 2020 | TOKYO MX presents「BanG Dream! 7th☆LIVE」COMPLETE BOX                          | JP3 (11 Wo.)JP | Erstveröffentlichung: 19. Februar 2020 Gruppen: Afterglow, Glitter Green, Hello, Happy World!, Pastel*Palettes, Poppin’Party, Raise A Suilen, Roselia |
| 2020 | Tokyo MX presents「BanG Dream! 7th☆Live」 Day1：Roselia「Hitze」               | JP6 (10 Wo.)JP | Erstveröffentlichung: 19. Februar 2020 Gruppe: Roselia                                                                                                |
| 2020 | Tokyo MX presents「BanG Dream! 7th☆Live」 Day2：Raise A Suilen「Genesis」      | JP13 (6 Wo.)JP | Erstveröffentlichung: 19. Februar 2020 Gruppe: Raise A Suilen                                                                                         |
| 2020 | Tokyo MX presents「BanG Dream! 7th☆Live」 Day3：Poppin’Party「Jumpin’ Music♪」 | JP14 (5 Wo.)JP | Erstveröffentlichung: 19. Februar 2020 Gruppe: Poppin’Party                                                                                           |
| 2020 | Roselia x Raise A Suilen "Rausch und / and Craziness"                          | JP3 (9 Wo.)JP | Erstveröffentlichung: 18. November 2020 Gruppen: Roselia, Raise A Suilen                                                                              |
| 2021 | Poppin’Party×SILENT SIREN Band Battle Live「NO GIRL NO CRY」at MetLife Dome    | JP17 (4 Wo.)JP | Erstveröffentlichung: 28. April 2021 Gruppen: Poppin’Party, Raise A Suilen, Roselia, Silent Siren                                                     |
| 2022 | BanG Dream! 9th☆LIVE COMPLETE BOX                                              | JP7 (3 Wo.)JP | Erstveröffentlichung: 22. Juni 2022 Gruppen: Morfonica, Poppin’Party, Raise A Suilen, Roselia                                                         |
| 2022 | Pastel*Palettes Special Live「TITLE DREAM」                                    | JP10 (6 Wo.)JP | Erstveröffentlichung: 3. August 2022 Gruppe: Pastel*Palettes                                                                                          |
| 2023 | Blu-ray「BanG Dream! Special☆LIVE Girls Band Party! 2020→2022」                | — | Erstveröffentlichung: 26. Juli 2023 |
| 2023 | BanG Dream! 11th☆LIVE/Mythology Chapter 2 Special edition-LIVE BEST-           | JP16 (4 Wo.)JP | Erstveröffentlichung: 27. Dezember 2023 Gruppe: Morfonica                                                                                             |
| 2024 | Poppin’Party×MyGO!!!!! Joint Live「Divide/Unite」                              | JP8 (9 Wo.)JP | Erstveröffentlichung: 25. September 2024 Gruppen: MyGO!!!!!, Poppin’Party                                                                             |

### Kompilationen
| Jahr | Titel                                                        | Höchstplatzierung, Gesamtwochen, AuszeichnungChartsChartplatzierungen (Jahr, Titel, Platzierungen, Wochen, Auszeichnungen, Anmerkungen) | Anmerkungen                                                                            |
| Jahr | Titel                                                        | JP | Anmerkungen                                                                            |
| ---- | ------------------------------------------------------------ | --- | -------------------------------------------------------------------------------------- |
| 2018 | BanG Dream! Girls Band Party! Cover Collection Vol. 1        | JP6 (33 Wo.)JP | Erstveröffentlichung: 27. Juni 2018                                                    |
| 2019 | BanG Dream! Girls Band Party! Cover Collection Vol. 2        | JP6 (28 Wo.)JP | Erstveröffentlichung: 13. März 2019 Verkäufe: + 48.000                                 |
| 2019 | BanG Dream! Film Live Insert Song Collection                 | JP16 (6 Wo.)JP | Erstveröffentlichung: 25. September 2019                                               |
| 2019 | BanG Dream! Girls Band Party! Cover Collection Vol. 3        | JP4 (12 Wo.)JP | Erstveröffentlichung: 18. Dezember 2019                                                |
| 2020 | BanG Dream! Girls Band Party! Cover Collection Vol. 4        | JP1 (13 Wo.)JP | Erstveröffentlichung: 27. Mai 2020                                                     |
| 2020 | BanG Dream! Girls Band Party! CoverColle Special Selection   | — | Erstveröffentlichung: 1. Juni 2020 nur digital                                         |
| 2020 | Garupa Vocalo Cover Collection                               | JP4 (14 Wo.)JP | Erstveröffentlichung: 16. Dezember 2020                                                |
| 2021 | BanG Dream! Girls Band Party! Cover Collection Vol. 5        | JP6 (10 Wo.)JP | Erstveröffentlichung 24. Februar 2021                                                  |
| 2021 | BanG Dream! Girls Band Party! Cover Collection Vol. 6        | JP4 (10 Wo.)JP | Erstveröffentlichung: 10. November 2021                                                |
| 2022 | BanG Dream! Dreamer’s Best                                   | JP6 (6 Wo.)JP | Erstveröffentlichung: 16. März 2022 Titelliste wurde anhand eines Fanvotings ermittelt |
| 2022 | BanG Dream! Girls Band Party! Cover Collection Vol. 7        | JP13 (6 Wo.)JP | Erstveröffentlichung: 14. Dezember 2022                                                |
| 2023 | BanG Dream! Girls Band Party! CoverColle Special Selection 3 | — | Erstveröffentlichung: 16. März 2023 nur digital                                        |
| 2023 | BanG Dream! Girls Band Party! Cover Collection Vol. 8        | JP21 (7 Wo.)JP | Erstveröffentlichung: 6. September 2023                                                |
| 2024 | BanG Dream! Cover Collection Extra Volume                    | JP8 (11 Wo.)JP | Erstveröffentlichung: 10. Juli 2024                                                    |
| 2024 | BanG Dream! Girls Band Party! Cover Collection Vol. 9        | JP13 (5 Wo.)JP | Erstveröffentlichung: 30. Oktober 2024                                                 |

### Anime-Soundtracks
| Jahr | Titel                                                   | Höchstplatzierung, Gesamtwochen, AuszeichnungChartsChartplatzierungen (Jahr, Titel, Platzierungen, Wochen, Auszeichnungen, Anmerkungen) | Anmerkungen                              |
| Jahr | Titel                                                   | JP | Anmerkungen                              |
| ---- | ------------------------------------------------------- | --- | ---------------------------------------- |
| 2017 | BanG Dream! Original Soundtrack                         | JP20 (4 Wo.)JP | Erstveröffentlichung: 26. April 2017     |
| 2019 | "BanG Dream! Film Live" Insert Song Collection          | JP16 (6 Wo.)JP | Erstveröffentlichung: 25. September 2019 |
| 2020 | BanG Dream! 2nd & 3rd Season Original Soundtrack        | JP9 (6 Wo.)JP | Erstveröffentlichung: 8. April 2020      |
| 2021 | "BanG Dream! Episode of Roselia" Theme Songs Collection | JP3 (13 Wo.)JP | Erstveröffentlichung: 30. Juni 2021      |
| 2021 | "BanG Dream! Film Live 2nd Stage" Special Songs         | JP13 (8 Wo.)JP | Erstveröffentlichung: 25. August 2021    |

### Charaktersongs
| Jahr | Titel Album                                | Höchstplatzierung, Gesamtwochen, AuszeichnungChartsChartplatzierungen (Jahr, Titel, Album, Platzierungen, Wochen, Auszeichnungen, Anmerkungen) | Anmerkungen                                                      |
| Jahr | Titel Album                                | JP | Anmerkungen                                                      |
| ---- | ------------------------------------------ | --- | ---------------------------------------------------------------- |
| 2017 | Doki Doki Sing Out! Aimi Terakawa –        | JP22 (7 Wo.)JP | Erstveröffentlichung: 5. April 2017 Kasumi Toyama Charaktersong  |
| 2017 | Hanazono Denki Gitar!!! Sae Ōtsuka –       | JP18 (5 Wo.)JP | Erstveröffentlichung: 21. Juni 2017 Tae Hanazono Charaktersong   |
| 2017 | Chocolate no Teion Recipe Rimi Nishimoto – | JP20 (5 Wo.)JP | Erstveröffentlichung: 21. Juni 2017 Rimi Ushigome Charaktersong  |
| 2017 | Tooi Ongaku ~Heartbeat~ Ayaka Ōhashi –     | JP22 (4 Wo.)JP | Erstveröffentlichung: 26. Juli 2017 Sāya Yamabuki Charaktersong  |
| 2017 | Su, Suki Nanka Janai Ayasa Itō –           | JP21 (4 Wo.)JP | Erstveröffentlichung: 26. Juli 2017 Arisa Ichigaya Charaktersong |

### Videoalben
| Jahr | Titel | Höchstplatzierung, Gesamtwochen, AuszeichnungChartsChartplatzierungen (Jahr, Titel, Platzierungen, Wochen, Auszeichnungen, Anmerkungen) | Anmerkungen                             |
| Jahr | Titel | JP | Anmerkungen                             |
| ---- | --- | --- | --------------------------------------- |
| 2019 | BanG Dream! 6th☆Live Poppin’Party, Roselia, Raise A Suilen, Hello, Happy World!                                                                               | JP10 (5 Wo.)JP | Erstveröffentlichung: 27. November 2019 |
| 2020 | Tokyo MX presents 「BanG Dream! 7th☆Live」Complete Box Poppin’Party, Roselia, Raise A Suilen, Pastel＊Palettes, Hello, Happy World!, Afterglow, Glitter*Green | JP3 (11 Wo.)JP | Erstveröffentlichung: 19. Februar 2020  |
| 2020 | Roselia x Raise A Suilen "Rausch und/and Craziness" Roselia x Raise A Suilen                                                                                  | JP3 (9 Wo.)JP | Erstveröffentlichung: 18. November 2020 |
| 2021 | Poppin’Party x Silent Siren vs. Live "No Girl No Cry" at MetLife Dome Poppin’Party, Roselia, Raise A Suilen, Silent Siren                                     | JP17 (4 Wo.)JP | Erstveröffentlichung: 28. April 2021    |

### Sonderveröffentlichungen
| Jahr | Titel Album                                                                     | Höchstplatzierung, Gesamtwochen, AuszeichnungChartsChartplatzierungen (Jahr, Titel, Album, Platzierungen, Wochen, Auszeichnungen, Anmerkungen) | Anmerkungen                                                                                                |
| Jahr | Titel Album                                                                     | JP | Anmerkungen                                                                                                |
| ---- | ------------------------------------------------------------------------------- | --- | --- |
| 2018 | Pikotto! Papitto! Garupa☆Pico!!! Kasumi, Yukina, Ran, Kokoro, Aya –             | JP15 (10 Wo.)JP | Erstveröffentlichung: 22. August 2018 Titellied zum Spin-Off BanG Dream! Girls Band Party! ☆ PICO          |
| 2018 | Hitori Janain Dakara Let’s Make High School Part-Timers Supporting Song! band – | — | Erstveröffentlichung: 24. September 2018                                                                   |
| 2020 | Ohmori Iccho! Garupa☆Pico Kasumi, Yukina, Ran, Kokoro, Aya –                    | JP13 (4 Wo.)JP | Erstveröffentlichung: 12. August 2020 Titellied zum Spin-Off BanG Dream! Girls Band Party! ☆ PICO ~Ohmori~ |

## Statistik

### Chartauswertung
|                     | JP     |
| ------------------- | ------ |
| Nummer-eins-Alben   | JP1JP  |
| Top-10-Alben        | JP29JP |
| Alben in den Charts | JP48JP |

|                       | JP     |
| --------------------- | ------ |
| Nummer-eins-Singles   | JP2JP  |
| Top-10-Singles        | JP61JP |
| Singles in den Charts | JP97JP |

|                          | JP     |
| ------------------------ | ------ |
| Nummer-eins-Videoalben   | JP—JP  |
| Top-10-Videoalben        | JP9JP  |
| Videoalben in den Charts | JP13JP |